# Oulema cornuta
Oulema cornuta är en skalbaggsart som först beskrevs av Fabricius 1801.  Oulema cornuta ingår i släktet Oulema och familjen bladbaggar. Inga underarter finns listade i Catalogue of Life.